# Equazione di Weyl
In fisica, in particolare nella teoria quantistica dei campi, l'equazione di Weyl è un'equazione d'onda relativistica che descrive fermioni non massivi di spin 1/2. Deve il suo nome al matematico tedesco Hermann Weyl.

## Storia
L'equazione di Dirac fu pubblicata nel 1928 da Paul Dirac, ed è stata la prima a descrivere le particelle a spin 1/2 nel quadro della meccanica quantistica relativistica. Il fisico matematico tedesco Hermann Weyl pubblicò la sua equazione nel 1929 come una versione semplificata dell'equazione di Dirac. Wolfgang Pauli criticò nel 1933 l'equazione di Weyl in quanto violava la parità. Tuttavia, tre anni prima, Pauli, per spiegare il decadimento beta, aveva predetto l'esistenza di un nuovo fermione elementare, il neutrino che sarebbe stato descritto dalla stessa equazione.
Nel 1937, Conyers Herring propose l'idea di quasiparticelle di Weyl in materia condensata.
I neutrini furono infine confermati nel 1956 come particelle con massa nulla. Nello stesso anno l'esperimento di Wu mostrò che la parità viene violata nell'interazione debole. Seguì nel 1958 la scoperta sperimentale che il neutrino ha elicità fissata. Inoltre, siccome gli esperimenti non mostravano indizi a favore di una massa non nulla del neutrino, crebbe l'interesse nei confronti dell'equazione di Weyl. Il modello standard fu quindi costruito partendo dall'assunzione che i neutrini fossero fermioni di Weyl (ovvero a massa nulla, spin 1/2 e elicità fissata).
Sebbene il fisico italiano Bruno Pontecorvo avesse proposto nel 1957 la possibilità di una massa del neutrino e dell'oscillazione del neutrino, non fu fino al 1998 che il Super-Kamiokande confermò la sua esistenza. Questa scoperta confermò che l'equazione di Weyl non può descrivere completamente la propagazione dei neutrini.
Nel 2015, fu mostrato sperimentalmente il primo semimetallo di Weyl nell'arseniuro di tantalio cristallino ({\displaystyle {\ce {TaAs}}}) dalla collaborazione dei team di M.Z. Hasan (Università di Princeton) e H. Ding (Accademia cinese delle scienze). Indipendentemente, nello stesso anno, il team di Marin Soljačić al Massachusetts Institute of Technology osservò eccitazioni di tipo Weyl in cristalli fotonici.

## Equazione
L'equazione generale può essere scritta:
{\displaystyle \sigma ^{\mu }\partial _{\mu }\psi =0}
oppure, nelle unità del Sistema Internazionale,
{\displaystyle I_{2}{\frac {1}{c}}{\frac {\partial \psi }{\partial t}}+\sigma _{x}{\frac {\partial \psi }{\partial x}}+\sigma _{y}{\frac {\partial \psi }{\partial y}}+\sigma _{z}{\frac {\partial \psi }{\partial z}}=0}
dove
{\displaystyle \sigma _{\mu }=(\sigma _{0},\sigma _{1},\sigma _{2},\sigma _{3})=(I_{2},\sigma _{x},\sigma _{y},\sigma _{z})}
è un vettore le cui componenti sono la matrice identità 2 × 2 per μ = 0 e le matrici di Pauli per μ = 1,2,3. ψ è la funzione d'onda - uno spinore di Weyl. Una forma duale dell'equazione è solitamente scritta come:
{\displaystyle {\bar {\sigma }}^{\mu }\partial _{\mu }\psi =0}
dove {\displaystyle {\bar {\sigma }}^{\mu }=(I_{2},-\sigma _{x},-\sigma _{y},-\sigma _{z})}.  Queste due sono forme diverse dell'equazione dI Weyl: anche la loro soluzione è diversa. Può essere mostrato che le soluzioni hanno rispettivamente elicità destrorsa e sinistrorsa, e così la chiralità. È conveniente etichettare queste due esplicitamente: si ha {\displaystyle \sigma ^{\mu }\partial _{\mu }\psi _{\rm {R}}=0} e {\displaystyle {\bar {\sigma }}^{\mu }\partial _{\mu }\psi _{\rm {L}}=0}.

## Spinori di Weyl
Le soluzioni di onda piana dell'equazione sono ψL e ψR, rispettivamente gli spinori di Weyl sinistrorso e destrorso, ognuno dei quali è a due componenti. Entrambi hanno la forma:
{\displaystyle \psi ={\begin{pmatrix}\psi _{1}\\\psi _{2}\\\end{pmatrix}}}
Esplicitando la dipendenza spazio-temporale, si può anche scrivere:
{\displaystyle \psi =\chi e^{-i(\mathbf {k} \cdot \mathbf {r} -\omega t)}=\chi e^{-i(\mathbf {p} \cdot \mathbf {r} -Et)/\hbar }}
dove
{\displaystyle \chi ={\begin{pmatrix}\chi _{1}\\\chi _{2}\\\end{pmatrix}}}
è uno spinore costante a due componenti.
Dato che le particelle sono prive di massa, i.e. m = 0, la quantità di moto p è direttamente proporzionale alla frequenza ω come previsto dalla relazione di dispersione per fenomeni ondulatori:
{\displaystyle |\mathbf {p} |=\hbar |\mathbf {k} |=\hbar \omega /c\,\rightarrow \,|\mathbf {k} |=\omega /c}
L'equazione può essere scritta in termini degli spinori sinistrorso e destrorso grazie al vettore complesso coniugato {\displaystyle {\bar {\sigma }}^{\mu }} come:
{\displaystyle {\begin{aligned}&\sigma ^{\mu }\partial _{\mu }\psi _{\text{R}}=0\\&{\bar {\sigma }}^{\mu }\partial _{\mu }\psi _{\text{L}}=0\end{aligned}}}

### Elicità
Le componenti destra e sinistra corrispondono all'elicità λ della particella, la proiezione dell'operatore momento angolare J sulla quantità di moto p:
{\displaystyle \mathbf {p} \cdot \mathbf {J} \left|\mathbf {p} ,\lambda \right\rangle =\lambda |\mathbf {p} |\left|\mathbf {p} ,\lambda \right\rangle }
dove {\displaystyle \lambda =\pm 1/2}.

## Derivazione
Le equazioni sono ottenute dalle densità di lagrangiana:
{\displaystyle {\mathcal {L}}=i\psi _{R}^{\dagger }\sigma ^{\mu }\partial _{\mu }\psi _{R}}
{\displaystyle {\mathcal {L}}=i\psi _{L}^{\dagger }{\bar {\sigma }}^{\mu }\partial _{\mu }\psi _{L}}
Trattando lo spinore ed il suo aggiunto (indicato da {\displaystyle \dagger }) come variabili indipendenti, si ottiene la relativa equazione di Weyl.